# Ganrou Peuhl
Ganrou Peuhl est un village de l'arrondissement de Sérékalé dans le département du Borgou au Bénin.

## Histoire
Ganrou Peuhl est une subdivision administrative sous la juridiction de la commune de Nikki.

## Population
Selon le recensement de la population de 2013, le village comptait une population totale de 2603 habitants.